# Liste der Bürgermeister von Trois-Rivières
Die Liste der Bürgermeister von Trois-Rivières zeigt die Inhaber des Amtes des Bürgermeisters von Trois-Rivières in der Verwaltungsregion Mauricie der kanadischen Provinz Quebec seit 1845 auf.
| #  | Bürgermeister                       | Amtsantritt | Ende           |
| -- | ----------------------------------- | ----------- | -------------- |
| 1  | Pierre-Benjamin Dumoulin            | 1845        | 1846           |
| 2  | Antoine Polette                     | 1846        | 1853           |
| 3  | John McDougall                      | 1854        | 1855           |
| 4  | J.-B. Lajoie                        | 1855        | 1857           |
| 5  | Joseph-Édouard Turcotte             | 1863        |                |
| 6  | Louis-Charles Boucher de Niverville | 1863        | 1865           |
| 7  | Sévère Dumoulin                     | 1865        | 1869           |
| 8  | Joseph-Moïse Désilet                | 1869        | 1872           |
| 9  | Joseph-Napoléon Bureau              | 1872        | 1873           |
| 10 | Télesphore-Eusèbe Normand           | 1873        | 1876           |
| 11 | Arthur Turcotte                     | 1876        | 1877           |
| 9  | Joseph-Napoléon Bureau              | 1877        | 1879           |
| 7  | Sévère Dumoulin                     | 1879        | 1885           |
| 12 | Henri-Gédéon Malhiot                | 1885        | 1888           |
| 13 | J.-E. Hétu                          | 1888        | 1889           |
| 10 | Télesphore-Eusèbe Normand           | 1889        | 1894           |
| 14 | Philippe-Elisée Panneton            | 1894        | 1896           |
| 15 | Richard-Stanislas Cooke             | 1896        | 1898           |
| 16 | Arthur Olivier                      | 1898        | 1900           |
| 17 | Louis-Docithé Paquin                | 1900        | 1902           |
| 18 | N.-L. Denoncourt                    | 1902        | 1904           |
| 19 | Nérée Le Noblet Duplessis           | 1904        | 1905           |
| 17 | Louis-Docithé Paquin                | 1905        | 1905           |
| 20 | J.-F. Bellefeuille                  | 1905        | 1906           |
| 21 | François-Siméon Tourigny            | 1906        | 1908           |
| 23 | Louis-Philippe Normand              | 1908        | 1913           |
| 24 | Joseph-Adolphe Tessier              | 1913        | 1921           |
| 23 | Louis-Philippe Normand              | 1921        | 1923           |
| 25 | Arthur Bettez                       | 1923        | 1931           |
| 26 | J.-H. Robichon                      | 1931        | 1937           |
| 27 | Atchez Pitt                         | 1937        | 1941           |
| 28 | Arthur Rousseau                     | 1941        | 1949           |
| 29 | Joseph-Alfred Mongrain              | 1949        | 1953           |
| 30 | Léo Leblanc                         | 1953        | 1955           |
| 31 | Laurent Paradis                     | 1955        | 1960           |
| 29 | Joseph-Alfred Mongrain              | 1960        | 1963           |
| 32 | Gérard Dufresne                     | 1963        | 1966           |
| 33 | René Matteau                        | 1966        | 1970           |
| 34 | Gilles Beaudoin                     | 1970        | 1990           |
| 35 | Guy Leblanc                         | 1990        | 2001           |
| 36 | Yves Lévesque                       | 2002        | 2019           |
| 37 | Jean Lamarche                       | 2019        | aktuell (2022) |